# Corey Louis
Corey Eugene Louis, (nacido el 12 de febrero de 1977 en Miami, Florida) es un exjugador de baloncesto estadounidense. Con 2.05 de estatura, su puesto natural en la cancha era el de pívot.

## Trayectoria
- Universidad de Florida State (1994-1998)
- Antalya Muratpasa (1998-1999)
- SSA Trefl Sopot (1999-2000)
- JL Bourg-en-Bresse (2000-2001)
- Gijón Baloncesto (2001-2002)
- Montpellier Basket (2001-2002)
- Pınar Karşıyaka (2002-2003)
- La Sagesse Beirut (2003-2004)